# Al-Waqi'ah
Al-Waqi'ah (L'Evento Inevitabile) è la cinquantaseiesima Sura del Corano, una sura meccana composta da 96 versetti. Il nome della sura si riferisce all'evento inevitabile del Giorno del Giudizio. Questa sura tratta principalmente del Giorno del Giudizio e della ricompensa per i credenti e la punizione per gli increduli.

## Contenuto

### L'Annuncio dell'Evento Inevitabile
Versetti 1-6: La sura inizia con l'annuncio dell'evento inevitabile del Giorno del Giudizio. Si descrive come sarà un giorno temuto e terribile.

### La Divisione dei Popoli nel Giorno del Giudizio
Versetti 7-40: Si descrive come i popoli saranno divisi in tre gruppi nel Giorno del Giudizio: i primi (coloro che sono avanti), i secondi (coloro che sono in mezzo) e gli ultimi (coloro che sono indietro). Si parla delle ricompense e delle punizioni che ognuno riceverà in base alle proprie azioni.

### La Rivelazione del Corano
Versetti 41-56: Si afferma che il Corano è stato rivelato per ammonire e guidare l'umanità. Si esorta gli increduli a riflettere sui segni di Allah e sulla verità del Corano.

### La Grandezza di Allah e la Sua Creazione
Versetti 57-96: Si esalta la grandezza di Allah come Creatore dell'universo e si descrivono i segni della Sua creazione, tra cui il cielo, la terra, la terra coltivabile e l'acqua. Si invita alla riflessione sui segni della creazione come dimostrazione della grandezza e del potere di Allah.

## Analisi
La Sura Al-Waqi'ah offre una descrizione vivida del Giorno del Giudizio e delle sue conseguenze, invitando gli esseri umani a riflettere sulle loro azioni e a prepararsi per quel giorno inevitabile. Attraverso la descrizione della grandezza di Allah e dei segni della Sua creazione, la sura invita alla contemplazione della potenza divina e all'adorazione del Creatore.
Inoltre, la sura ribadisce l'importanza del Corano come guida per l'umanità, esortando gli increduli a riflettere sulla sua verità e a seguirne gli insegnamenti. È un richiamo alla fede, alla giustizia divina e alla ricerca della verità spirituale.